# Norman Myers
Norman Myers (24 de agosto de 1934) era un ecologista británico especializado en biodiversidad y reconocido por su trabajo sobre refugiados ambientales. Vivía en Headington, Oxford, Inglaterra. Falleció en el 20 de octubre de 2019.

## Carrera profesional
Myers ha sido consejero para varias organizaciones como Naciones Unidas, el Banco Mundial, academias científicas en varios países, y varias administraciones gubernamentales en todo el mundo. Es un visitante honorario en Green College y la Universidad de Oxford, y es profesor adjunto en la Universidad de Duke.
Su trabajo varió extensamente sobre asuntos globales críticos diversos. A finales de los setenta su trabajo llamó la atención sobre la rápida aceleración en cuanto a la disminución de bosques tropicales y sugirió que los índices se incrementaban. Sus estimaciones fueron verificadas más tarde a través de imágenes vía satélite. A principios de los ochenta Myers dirigió un estudio sobre la deforestación en el contexto de utilización de tierra para producción de ganado, un proceso que el llamó la "conexión hamburguesa," mostrando las conexiones internacionales entre producción alimentaria industrial y la degradación ambiental. Realizó varios de los trabajos pioneros sobre biodiversidad, destacando la importancia crítica de los " hotspots biodiversos" -- regiones que son el hogar de un número desproporcionadamente alto de especies. Este trabajo estuvo citado cuándo él fue nombrado en 2007 por la Revista de Time, Héroe del Entorno. Myers Propuso que estos hotspots tendrían que ser el foco de los esfuerzos de preservación como manera de cortar los índices de extinción en masa y esta estrategia ha sido adoptada por organizaciones de conservación global que generan centenares de millones de dólares para datar -- para algunos estimados son las cantidades más grandes nunca asignadas a una estrategia de conservación. Escribió un libro influyente "Ultimate Security: The Environmental Basis of Political Stability" que era una contribución temprana al campo de la seguridad medioambiental y como factores medioambientales influyen la política local e internacional. Junto con Jennifer Kent, escriba un libro "Perverse Subsidies" que destacó qué la intervención a gran escala por parte del gobierno en forma de subsidios, ya sea directa o indirectamente, puede causar efectos adversos en lugar de beneficios para la sociedad o el medioambiente.

## Crítica
Su trabajo citado ampliamente en 'climate refugees' ha sido criticado por científicos sociales, y becarios de migración en particular. El mismo profesor Myers admitió que sus estimaciones, a pesar de ser calculadas con los mejores datos disponibles, requerían "extrapolaciones heroicas", En abril de 2011, la ONU fue informada para tener distancia de las predicciones de Myer las cuales en 2005 indicaban que el número total de refugiados del clima llegaría a 50 millones en 2010. Un académico declaró diciendo "comprendo que Norman Myers miraba en un mapa del mundo, y localizaba cuales hotspots pensaba que iban a ser afectados por el cambio de clima; entonces miraba las proyecciones poblaciones para aquellas áreas en 2010 y 2050 y al juntar los datos sacaba sus conclusiones.... Así es cómo él conseguía dar tales declaraciones, pero no tenía en cuenta que algunas personas no se moverían de localización."  ." Las poblaciones continúan aumentando en muchas regiones, con un efecto siendo este los intentos de migración